# Вікторі (округ Саратога, Нью-Йорк)
Вікторі (англ. Victory) — селище (англ. village) в США, в окрузі Саратога штату Нью-Йорк. Населення — 666 осіб (2020).

## Географія
Вікторі розташоване за координатами 43°5′31″ пн. ш. 73°35′30″ зх. д. / 43.09194° пн. ш. 73.59167° зх. д. (43.091857, -73.591758). За даними Бюро перепису населення США в 2010 році селище мало площу 1,36 км², уся площа — суходіл.

## Демографія
Згідно з переписом 2010 року, у селищі мешкало 605 осіб у 223 домогосподарствах у складі 163 родин. Густота населення становила 445 осіб/км². Було 253 помешкання (186/км²).
Расовий склад населення:
| - 94,5 % — білих - 0,5 % — чорних або афроамериканців - 0,2 % — корінних американців |

До двох чи більше рас належало 4,0 %. Частка іспаномовних становила 2,5 % від усіх жителів.
За віковим діапазоном населення розподілялося таким чином: 26,1 % — особи молодші 18 років, 63,0 % — особи у віці 18—64 років, 10,9 % — особи у віці 65 років та старші. Медіана віку мешканця становила 36,5 року. На 100 осіб жіночої статі у селищі припадало 101,0 чоловіків;  на 100 жінок у віці від 18 років та старших — 91,8 чоловіків також старших 18 років.
Середній дохід на одне домашнє господарство становив 57 948 доларів США (медіана — 51 250), а середній дохід на одну сім'ю — 66 558 доларів (медіана — 55 375). За межею бідності перебувало 12,5 % осіб, у тому числі 10,7 % дітей у віці до 18 років та 11,3 % осіб у віці 65 років та старших.
Цивільне працевлаштоване населення становило 214 осіб. Основні галузі зайнятості: освіта, охорона здоров'я та соціальна допомога — 28,0 %, мистецтво, розваги та відпочинок — 16,8 %, роздрібна торгівля — 10,3 %, науковці, спеціалісти, менеджери — 8,9 %.